# اوورلند ایرویز
اوورلند ایرویز (به انگلیسی: Overland Airways) یک شرکت هواپیمایی با کد یاتا OJ است که در تاریخ ۲۰۰۳ میلادی تأسیس شده است.
دفتر مرکزی اوورلند ایرویز در نیجریه واقع شده‌است و قطب این شرکت هواپیمایی در فرودگاه بین‌المللی ننامدی آزیکیوه قرار دارد و به ۸ مقصد، پرواز مستقیم انجام می‌دهد.

## مقصدهای پروازی
مقصدهای پروازی داخلی اوورلند ایرویز به شرح زیر است (ژانویه ۲۰۱۴):
- نیجریه
  - آبوجا، Federal Capital Territory - فرودگاه بین‌المللی ننامدی آزیکیوه قطب
  - اکوره (نیجریه), ایالت اوندو - فرودگاه اکور
  - اسابا, ایالت دلتا - فرودگاه بین‌المللی اسابا
  - باوچی, ایالت باوچی - Sir Abubakar Tafawa Balewa International Airport
  - آبادان، ایالت اویو - فرودگاه ایبادان
  - ایلورین, ایالت کوارا - فرودگاه بین‌المللی ایلورین
  - لاگوس، لاگوس - فرودگاه بین‌المللی مرتلا محمد
  - منا (ایالت نیجر), ایالت نیجر - فرودگاه منا